# Dualomyces taiwanensis
Dualomyces taiwanensis är en svampart som beskrevs av Matsush. 1987. Dualomyces taiwanensis ingår i släktet Dualomyces, divisionen sporsäcksvampar och riket svampar.   Inga underarter finns listade i Catalogue of Life.